# Ibrahim Ibrahimi
Pour les articles homonymes, voir Ibrahimi.
Ustad Ibrahim Ibrahimi (pachto : ابراهيم ابراهيمي), né en 1972 en Afghanistan dans la province de Nangarhar, est un musicien et pédagogue afghan.

## Biographie
Ustad Ibrahim Ibrahimi est issu d'une famille de musiciens. Il est diplômé de la haute école de musique Mia Sahib Qader Bakhsh et étudie auprès de ustad Sabz Ali Khan.
Ibrahim Ibrahimi joue principalement du tabla — instrument de percussion traditionnel et classique —, et se produit tant dans des ensembles traditionnels que classiques, de pop, de jazz ou de rock. Il est aussi compositeur de musique et enseigne à l'Institut national de musique d'Afghanistan. Avant de se réfugier en France en août 2021 après la prise de Kaboul par les talibans, il travaillait à la radiotélévision afghane (RTA).
Le 20 août 2021, Ibrahim Ibrahimi quitte précipitamment son pays pour se réfugier en France, sans le moindre de ses instruments, et avec seize membres de sa famille, dont sa grand-mère, âgée de 75 ans et sa petite-fille de deux ans.
Il retrouve deux de ses fils, Humayoun et Haroon, musiciens comme la plupart de ses enfants, qui, après avoir été agressés par les talibans, avaient quitté leur patrie cinq ans avant leur père.
Il s'est produit notamment en Iran, Inde, Azerbaïdjan ou encore en Turquie. Après son départ d'Afghanistan, il se produit en Belgique (École d'art d'Uccle) et en France (Théâtre Sainte Marie d'en Bas à Grenoble).